# Стойчо Кацаров
Стойчо Тодоров Кацаров е български политик. Народен представител в XXXVIII и XXXIX народно събрание. Заместник-министър на здравеопазването в правителството на Иван Костов. Министър на здравеопазването в първото и второто служебно правителство на Стефан Янев.

## Биография
Роден е на 6 юни 1964 г. в Дупница. Завършва Политехническа гимназия „Христо Ботев“ в родния си град през 1982 г. и учи медицина в Медицински университет – София. Специализира местно управление и здравен мениджмънт. Председател е на Общинския съвет на Дупница през 1995 – 1996 г.
През 1997 г. отново е избран за народен представител в XXXVIII народно събрание от листата на Обединените демократични сили (ОДС). От 1997 до 1999 г. е областен управител на Софийска област, а от април 1999 до 2001 г. е заместник-министър на здравеопазването. В неговия ресор попадат международното сътрудничество и европейската интеграция, лекарствената политика и специализираният здравноосигурителен надзор.
През 2001 г. е избран за народен представител в XXXIX народно събрание, отново от листата на ОДС. Кацаров е член на Комисията по здравеопазването (2001 – 2005) и Комисията по вътрешна сигурност и обществен ред (2004 – 2005). Завършва второ висше образование, специалност право в Югозападния университет.
През 2004 г., след оттеглянето на група депутати начело с Иван Костов от Съюза на демократичните сили (СДС), е сред основателите на Демократи за силна България (ДСБ) и е избран за член на Националното ръководство на партията.
Ръководил е множество национални и международни проекти, той е един от основателите на Центъра за защита правата в здравеопазването (ЦЗПЗ) и негов председател.
От 12 май 2021 г. до 16 септември същата година е министър на здравеопазването, назначен от първото служебно правителство на Стефан Янев. От 16 септември до 13 декември 2021 г. е министър на здравеопазването, назначен от второто служебно правителство на Стефан Янев.